# Zlatko Šimenc
Zlatko Šimenc, né le 29 novembre 1938 à Zagreb, est un joueur de water-polo yougoslave. Il est le père de Dubravko Šimenc, lui aussi joueur de water-polo.

## Carrière
Zlatko Šimenc obtient avec l'équipe de Yougoslavie de water-polo masculin la médaille d'argent aux Jeux olympiques d'été de 1964 à Tokyo.